# Grootpootpotoroe
De grootpootpotoroe (Potorous longipes) is een zoogdier uit de familie van de kangoeroeratten (Potoroidae). De wetenschappelijke naam van de soort werd voor het eerst geldig gepubliceerd door Seebeck & Johnston in 1980.

## Kenmerken
De bovenkant van het lichaam is bruin, de onderkant lichtgrijs. De vleeskleurige voeten zijn zeer groot. De nauwelijks behaarde staart is van boven zwart en van onderen en aan de zijkanten bruin. De kop-romplengte bedraagt 380 tot 410 mm, de staartlengte 315 tot 325 mm, de achtervoetlengte 103 tot 114 mm en het gewicht 1600 tot 2200 g.

## Leefwijze
Deze solitaire soort is 's nachts actief, leeft op de grond, bouwt een nest in dichte vegegatie en eet schimmels (vooral paddenstoelen), ongewervelden en plantaardig materiaal, dat hij allemaal uit de bodem opgraaft.

## Verspreiding
Deze soort komt voor in vochtige bossen in het oosten van Victoria en nabijgelegen delen van New South Wales (Zuidoost-Australië). Het is een zeer schuwe en verborgen levende soort.

## Voortplanting
Per worp wordt er slechts één jong geboren, dat 5 maanden aan een tepel hangt in de buidel van de moeder. Daarna blijft het jong nog 2 tot 3 maanden bij haar. De draagtijd duurt 38 dagen. De geboorte kan plaatsvinden in alle seizoenen behalve de herfst.